# Nagykörű
Nagykörű è un comune dell'Ungheria di 1.557 abitanti (dati 2016). È situato nella contea di Jász-Nagykun-Szolnok.